# Русский язык на грани нервного срыва
«Русский язык на грани нервного срыва» — научно-популярная книга лингвиста Максима Кронгауза, рассказывающая о процессах изменения, которые происходят с русским языком в XXI веке.

## Издание
Книга была впервые выпущена в 2008 году издательством «Языки славянских культур» и стала бестселлером (в частности, она наряду с книгами Акунина занимала в 2009 году первое место по продажам в магазине «Москва» на Тверской). В том же году книга была отмечена как финалист при первом присуждении премии «Просветитель».
В основу книги Максим Кронгауз положил статьи, опубликованные в таких изданиях, как «Новый мир», «Отечественные записки», «Власть», Harvard Business Review, а также материалы еженедельной колонки о новых явлениях в русском языке, которую автор вёл в 2006 году в газете «Ведомости». Статьи были переработаны и соединены в единый текст, однако при этом автор включил в книгу и избранные читательские комментарии.
В 2011 году вышло новое издание книги: «Русский язык на грани нервного срыва, 3D». Текст книги по сравнению с первым изданием был значительно переработан, она увеличилась по объёму почти в два раза, в том числе за счёт позднейших наблюдений автора за языком. При этом её дополнил диск с лекциями, не дублирующими, но дополняющими материалы книги. В оформлении нового издания была использована картина «Ветер перемен» Владимира Любарова.

## Содержание книги
Автор рассматривает такие явления, как расшатывание орфографических и орфоэпических норм, смешение стилей, изменения в лексике и грамматике, — оставаясь при этом на оптимистических позициях, трактуя их как признаки неутраченного творческого потенциала языка. Кронгауз подчёркивает, что писал книгу, отталкиваясь от точки зрения простого носителя языка, хотя и имеющего соответствующее образование: первая глава книги называется «Заметки просвещённого обывателя».
Во второй главе «Ключевые слова эпохи» автор рассматривает неологизмы последних лет и их связь с изменениями в обществе. В связи с большим количеством таких нововведений в языке автор отмечает появление нового литературного жанра «псевдословаря»: в таких книгах авторы стилизуют свои рассуждения о жизни, литературе, языке и политике под словарные статьи, располагая их в алфавитном порядке. К подобным книгам он относит такие издания, как «Азбука жизни» и «Лбюовь» Кати Метелицы, «Словарь модных слов» Владимира Новикова и «Русская литература сегодня: жизнь по понятиям» Сергея Чупринина.
Отдельно Кронгауз рассматривает процесс «отмирания» слов, когда те или иные слова перестают быть общеупотребительными. Ещё одна тема, которой касается автор, — слова из «группы риска», употребление которых может вызвать резкое неприятие у тех или иных социальных групп. Это прежде всего различные жаргонизмы: криминальное арго, молодёжный сленг, язык гламурных изданий, интернет-сленг и так далее.

## Отзывы и критика
Книга была в основном тепло встречена и профессионалами, и простыми читателями. Так, Н. В. Багичева назвала главным достоинством книги соединение позиций «просвещенного обывателя» и лингвиста. Елена Шмелёва отмечает, что книга может быть полезна школьным учителям для составления заданий как для уроков русского языка, так и для внеклассных занятий и олимпиад.
Однако некоторые подвергли её резкой критике с точки зрения сохранения чистоты русского языка. Так, в рецензии, опубликованной в «Литературной газете», Татьяна Шабаева пишет, что книга Кронгауза «популярна потому, что указывает читателю самый лёгкий путь, не без изящества учит, как оградить себя от уколов совести. Её автор настоятельно советует только одно: не защищать язык „от нас, его носителей“. Точнее, от тех „нас“, которые находятся на верхушке языкового распыления: равнодушных редакторов, ленивых журналистов, самоуверенных кинопродюсеров, шоуменов и безграмотных политиков».
Вместе с тем Алексей Шмелёв отвергает саму идею, что язык находится «на грани нервного срыва», то есть подвергается радикальным изменениям, отмечая, что якобы новые языковые явления зачастую издавна являлись частью языковой нормы. Как пример мнимого изменения языка, описанного у Кронгауза как что-то новое, но на самом деле на протяжении всего XX века не бывшим чем-то выходящим за пределы нормы, Шмелёв приводит использование в обращениях полных личных имён без отчеств.